# ایگوانای تاجدار فیجی
ایگوانای تاجدار فیجی (نام علمی: Brachylophus vitiensis) نام یک گونه از تیره ایگوآنایان است.